# Communications in Analysis and Geometry
Communications in Analysis and Geometry ist eine seit 1993 zehnmal jährlich in englischer Sprache erscheinende mathematische Fachzeitschrift, die von International Press of Boston herausgegeben wird.
Sie veröffentlicht Arbeiten in klassischer Analysis, partiellen Differentialgleichungen, algebraischer Geometrie, Differentialgeometrie und Topologie.